# Séamus Egan
Séamus Egan (Hatboro, 1 juli 1969) is een Iers-Amerikaans musicus.

## Levensloop
Egan emigreerde op driejarige leeftijd met zijn ouders naar County Mayo in Ierland. Hij leerde accordeonspelen en nadat hij Matt Molloy en James Galway op de televisie had gezien, besloot hij ook fluit te gaan spelen. Egan won op veertienjarige leeftijd het All-Ireland-kampioenschap op verschillende instrumenten.
Toen Mick Moloney in 1977 Green Fields of America had opgericht, kwam Seamus er ook bij en nam hij lessen bij Moloney op de banjo. Twee jaar later ging hij terug naar Ierland en won daar het All-Ireland-kampioenschap op de banjo en mandoline. In 1985 kwam zijn soloalbum Traditional Music Of Ireland uit.
In 1992 maakte hij deel uit van Susan McKeowns band The Chanting House en werkte hij mee aan een livealbum. In 1996 richtte Egan de folkband Solas op en sedertdien speelt hij mee op alle albums met zijn muziek op fluit, banjo, mandoline en gitaar.

## Discografie
Soloalbums
- Traditional Music of Ireland	(1985)
- A Week in January		(1990)
- The Brothers McMullen         (soundtrack, 1995)
- When Juniper Sleeps		(1996)
- Celtic Tapestry		(1999)

Séamus Egan, Eugene O'Donnell & Mick Moloney
- Three Way Street		(1993)

Als sessiemuzikant
- Eileen Ivers, "Wild Blue"  (1996)
- Out of Ireland (Shanachie) (1995) met John Williams, John Doyle, Tommy Hayes, Eileen Ivers, Jimmy Keane, Donna Long, Mick Moloney, Eugene O'Donnell en Jerry O'Sullivan
- Gaelic Roots (Rego) (1997) met John Williams, Tony Cuffe, Seamus Connelly, Daithi Sproule, Gerry O'Connor, Johnny O'Leary, Sean Potts en Maire O'Keefe

Met Solas
- Solas					(1996)
- Summer Spells and Scattered Showers	(1997)
- The Words that Remain			(1998)
- The Hour before Dawn			(2000)
- The Edge of Silence			(2002)
- Another Day				(2003)
- Waiting for an Echo			(2005)
- Reunion-A Decade of Solas             (cd/dvd, 2006)